# أمراض النساء والتوليد (مجلة)
أمراض النساء والتوليد هي مجلة طبية تمت مراجعتها من قبل نظراء في مجال طب التوليد وأمراض النساء. وهي المنشور الرسمي من الكلية الأمريكية لأطباء أمراض النساء والتوليد والمعروفة شعبيًا باسم "الجريدة الخضراء.
لدى مجلة أمراض النساء والتوليد حوالي 45000 مشترك. وفقًا لتقارير مجلة الاقتباس لعام 2014 كان لها عامل تأثير يبلغ 5.175 مما جعلها تحتل المرتبة 2 من بين 79 مجلة طب إنجابية.
| أمراض النساء والتوليد                         | أمراض النساء والتوليد              | أمراض النساء والتوليد                                                                           |
| --------------------------------------------- | ---------------------------------- | ----------------------------------------------------------------------------------------------- |
| فرع المعرفة                                   | طب التوليد، طب النساء              | طب التوليد، طب النساء                                                                           |
| اللغة                                         | الانجليزية                         | الانجليزية                                                                                      |
| تم تعديلها من قِبَل                             | نانسي س. شيسشير Nancy C. Chescheir | نانسي س. شيسشير Nancy C. Chescheir                                                              |
| تفاصيل النشر                                  |                                    |                                                                                                 |
| تفاصيل النشر                                  | تفاصيل النشر                       | 1953- الآن                                                                                      |
| الناشر                                        | الناشر                             | ليبنكوت ويليامز وويلكينز بالنيابة عن الكلية الأمريكية لأطباء النساء والتوليد (الولايات المتحدة) |
| معدل النشر                                    | معدل النشر                         | شهريًا                                                                                           |
| عامل التأثير (2014)                           | عامل التأثير (2014)                | 5.175                                                                                           |
| الاختصارات القياسية                           |                                    |                                                                                                 |
| أيزو 4، ISO 4                                 | أيزو 4، ISO 4                      | Obstet. Gynecol.                                                                                |
| الفهرسة                                       |                                    |                                                                                                 |
| كودين CODEN                                   | كودين CODEN                        | OBGNAS                                                                                          |
| رقم دولي معياري للدوريات ISSN                 | رقم دولي معياري للدوريات ISSN      | 0029-7844 (طبعة) 1873-233X (شبكة)                                                               |
| رقم OCLC                                      | رقم OCLC                           | 01643950                                                                                        |
| الروابط                                       |                                    |                                                                                                 |
| - الصفحة الرئيسية للمجلة - أرشيف على الانترنت |                                    |                                                                                                 |

## روابط خارجية
- الموقع الرسمي